# Ткаченко Ігор Миколайович
Ігор Миколайович Ткаченко (рос. Игорь Николаевич Ткаченко нар. 14 січня 1964, Фрунзе, СРСР) — радянський, російський та киргизстанський футболіст, виступав на позиції захисника та півзахисника.

## Життєпис
Вихованець РСДЮШОР Фрунзе. Кар'єру розпочинав у 1981 році в клубі «Семетей» з Фрунзе, який за підсумками сезону з трьома очками в 40 матчах зайняв останнє місце в зональному турнірі другої ліги, Ткаченко взяв участь в 20 матчах, відзначившись забитим м'ячем. Наступний сезон провів у клубі «Алга», потім виступав у першості республіки за «Сельмашевець», проте в 1986 році знову повернувся в «Алгу», за який виступав протягом 4 сезонів, провівши 100 матчів у другій лізі і забив 5 м'ячів. У 1990 році грав за «Достук», потім виступав за усть-каменогорський «Восток». 
Навесні 1992 року перейшов у «Кристал» з Чорткова, який виступав у першій лізі України. Дебютував за чортківську команду 20 березня 1992 року в нічийному (1:1) домашньому поєдинку 3-о туру підгрупи 1 проти хмельницького «Поділля». Ігор вийшов на поле в стартовому складі та відіграв увесь матч. Єдиним голом у футболці чортківського колективу 8 квітня 1992 року на 80-й хвилині переможного (4:0) домашнього поєдинку 7-го туру підгрупи 1 проти севастопольської «Чайки». Ткаченко вийшов на поле в стартовому складі та відіграв увесь матч. У першій лізі зіграв 19 матчів та відзначився 1 голом. 
Влітку 1992 року перейшов в єкатеринбурзький «Уралмаш», за який дебютував 30 липня у Владикавказі в матчі 17-го туру чемпіонату Росії (0:2) проти «Спартака», вийшовши на 86-й хвилині матчу на заміну Олексію Юшков. У футболці «уральців» у чемпіонаті Росії зіграв 26 матчів, ще 4 матчі (1 гол) провів у кубку Росії. У 1994 році грав за «Металург» з Новотроїцька, зіграв 3 матчі. У 1995 році переїхав до Киргизії, де виступав за «Ротор» з Бішкека, «КВТ Динамо» (Кара-Балта) й «Еколог». Завершував кар'єру в клубі «Дордой».